# 65daysofstatic
I 65daysofstatic (conosciuti anche come 65dos, e come 65 Days of Static) sono un gruppo musicale strumentale post-rock britannico, formatosi a Sheffield.
Il loro primo album, The Fall of Math, è stato ben acclamato dalla critica, che sin dai primi ascolti ha paragonato la band a gruppi più maturi come i Mogwai. Un anno dopo è stato pubblicato il loro secondo album One Time for All Time. Il loro stile, particolarmente vario, viene spesso assimilato al post-rock per l'uso atipico degli strumenti (batteria, chitarra elettrica, basso). In alcune tracce, (prevalentemente del secondo album, eccetto per Default This del primo) l'elettronica prende il sopravvento lasciando ampio spazio all'impiego del sintetizzatore, mescolandosi poi ad un'inconfondibile vena di Noise e di percussioni puramente post-rock.

## Storia del gruppo

### 2001-2006
La band si formò nel 2001, dal progetto comune del trio Joe Shrewsbury, Paul Wolinski e Iain Armstrong. Riguardo all'origine del proprio nome, il gruppo ha dichiarato che esso prende spunto da un film inedito e poco conosciuto del regista John Carpenter, dal titolo Stealth Bomber (con Kurt Russell nel cast), per il quale, a suo tempo, stavano componendo la colonna sonora. Il film era ambientato in un periodo di "65 giorni di staticità" ("65 Days of Static"), successivi a un improvviso e inspiegabile "guasto" alle comunicazioni e alle infrastrutture, al quale a quanto pare la band si sarebbe ispirata.
La formazione attuale del gruppo è radicalmente mutata rispetto a quella iniziale. Armstrong lasciò nel maggio 2003, e poco più tardi formò una nuova band, gli Actionier. Feedle fu un componente per un breve periodo, contribuendo però alla stesura della partitura di Retreat! Retreat!, primo singolo estratto dall'album d'esordio, The Fall of Math. Il 2003 si concluse con l'entrata di Rob Jones alla batteria e di Gareth Hughes al basso, portando a quattro gli elementi del gruppo. Hughes, tuttavia, si defilò proprio durante l'uscita di The Fall of Math, e attualmente suona nei Saving:Mitsuko. Simon Wright prese dunque il suo posto.
Nel 2005, i 65daysofstatic hanno prodotto una reinterpretazione remixata del singolo Burn, dall'album Crimson degli Alkaline Trio. Nello stesso anno, la band ha inoltre remixato ...Spooks The Horse degli Youthmovie Soundtrack Strategies, che è stata inserita nella riedizione dell'album d'esordio di questi ultimi, Hurrah! Another Year, Surely This One Will Be Better Than the Last; The Inexorable March of Progress Will Lead Us All To Happiness.

### 2006-2010
I 65daysofstatic hanno recentemente completato la registrazione del loro terzo album, The Destruction of Small Ideas, uscito il 30 aprile 2007 e comprendente la partecipazione di band esterne come The Mirimar Disaster, Digitonal e Circles Takes the Square. La traccia Don't Go Down To Sorrow è stata pubblicata come singolo il 9 aprile 2007, seguita da un'inedita Morning in Knife Quarter e da un remix di The Major Cities of the World Are Being Destroyed One by One by the Monsters, un'ulteriore versione di quella già presente nel b-side del singolo Retreat! Retreat!. Il singolo è stato pubblicato il 21 marzo 2007 in Giappone, seguito dall'album, il 23 aprile dello stesso anno. Il video relativo al brano è stato prodotto da Medlo.
La band ha suonato al SXSW nel marzo del 2007, mentre in aprile e maggio è stata impegnata in un tour in Irlanda e nel Regno Unito a supporto del nuovo album, con la promessa di un successivo tour europeo.
Nell'aprile del 2008 è stato pubblicato l'EP The Distant and Mechanised Glow of Eastern European Dance Parties, contenente quattro nuove tracce. 
Tra maggio e giugno del 2008 supportano in tour i The Cure nel Nord America, mentre nel 2009 pubblicano il live Escape from New York registrato al Madison Square Garden.

### Anni 2010
In circa una settimana registrano l'album We Were Exploding Anyway, pubblicato nell'aprile 2010
In una traccia collabora Robert Smith.
Nell'ottobre dello stesso anno pubblicano il quarto EP, ossia Heavy Sky, registrato a Sheffield durante le sessioni del disco precedente.
Nel novembre del 2011 viene dato alle stampe il quinto album in studio, dal titolo Silent Running e commissionato inizialmente per il Festival di Glasgow.
Nel luglio del 2013 viene annunciato Wild Light, disco pubblicato nel settembre seguente: si tratta della prima produzione per l'etichetta Superball Music.

## Live
La band ha più volte ribadito la propria passione per le esibizioni dal vivo. Verso la fine del 2005, in una mail indirizzata agli iscritti alla loro newsletter, i componenti hanno espresso il loro disappunto per aver suonato "solo" 91 live quell'anno. Sono stati acclamati a più riprese dalla critica di siti web specializzati in musica indipendente, come Drowned in Sound, per i loro live-shows.
Nel 2006 hanno suonato al Summer Sonic Festival in Giappone, tuttora l'evento con la maggiore affluenza di pubblico a cui abbiano preso parte, insieme a band del calibro di Metallica, Lostprophets, Linkin Park e Deftones. Il 2006 è stato inoltre l'anno del loro primo tour europeo, con tappe in Belgio, Paesi Bassi, Germania, Italia e Francia.
I 65daysofstatic spesso suonano accompagnati da immagini video prodotte dal collettivo artistico Medlo, che da lungo tempo collabora con la band. Sono apparsi insieme nel 2006, in un tour nel Regno Unito, ed è in fase di organizzazione un altro tour per il 2007, sempre in diretta collaborazione. Medlo ha prodotto la maggior parte dei loro video musicali, inclusi quelli di Radio Protector, di Drove Through Ghosts to Get Here e di Don't Go Down to Sorrow.

## Discografia

### Album in studio
- 2004 – The Fall of Math
- 2005 – One Time for All Time
- 2007 – The Destruction of Small Ideas
- 2010 – We Were Exploding Anyway
- 2013 – Wild Light
- 2019 – replicr, 2019

### Soundtrack
- 2011 – Silent Running (Soundtrack alternativa di 2002: La seconda Odissea)
- 2015 – No Man's Sky: Music for an Infinite Universe (videogioco)

### Album dal vivo
- 2009 – Escape from New York

### Raccolte
- 2003 – Volume 1: 65's.late.nite.double-a-side.college.cut-up.trailers.for.the.looped.future.
- 2005 – Volume 2: How I Fucked Off All My Friends

### EP
- 2003 – Stumble.Stop.Repeat.
- 2005 – Hole
- 2008 – The Distant and Mechanised Glow of Eastern European Dance Parties
- 2010 – Heavy Sky EP

### Singoli
- 2004 – Retreat! Retreat!
- 2006 – Radio Protector
- 2007 – Don't Go Down to Sorrow
- 2010 – Weak4
- 2010 – Crash Tactics

### DVD
- 2005 – Volume 3: The Kids Have Eyes (DVD)